# Ресничест бананояден гекон
Ресничестият бананояден гекон (Rhacodactylus ciliatus), наричан още Новокаледонски ресничест гекон, е вид гекон, срещан в Нова Каледония. Известно време се е считал за изчезнал преди да бъде открит отново през 1994 г. В рамките на Вашингтонската конвенция се обсъжда поставянето му в списъка на защитените видове, заедно с други представители на същия род.
Хранят се предимно с насекоми в дивата природа, но част от менюто им са и различни видове плодове, като банан, откъдето идва и името „Бананоядни“.